# Нудле
Нудле, другим именом резанци су врста хране направљене од бесквасног теста које се равно ваља, разреже, развуче или истисне на дуге траке или конце. Нудле се могу чувати у фрижидеру за краткотрајно складиштење или осушити и чувати за будућу употребу. Нудле се обично кувају у прокувалој води, понекад са додатком уља за јело и соли. Такође су често пржени у тави или такођер дубоко пржени. Јела са нудлама могу садржати и додатке као што су то сос или резанце који се могу ставити у супу. Састав материјала и геокултурно порекло специфични су за сваку врсту најразличитијих јуфки. Резанци су основна храна у многим културама ( види кинеске нудле, јапанске нудле, корејске нудле, филипинске нудле, вијетнамске нудле и италијанске тестенине).

## Етимологија
Реч је изведена у 18. веку од немачке речи Nudel.

## Историја

### Порекло
Најранији писани запис о резанцима налази се у књизи која је датирана у период источног Хана (25–220). Резанци направљени од пшеничног теста постали су истакнута храна за људе из династије Хан. Најстарији доказ о резанцима је од пре 4.000 година у Кини. Године 2005, тим археолога је пријавио да је пронашао земљану чинију у којој су били резанци стари 4000 година на археолошком локалитету Лађа. За ове резанци се говорило да личе на ламјен, врсту кинеских резанаца. Анализирајући фитолитне љуске и зрна скроба присутна у седименту повезаном са резанцима, они су идентификовани као просо који припада врстама Panicum miliaceum и Setaria italica. Међутим, други истраживачи доводе у сумњу да су Лађански резанци направљени управо од проса: тешко је направити чисте резанце од проса, нејасно је да ли је анализирани остатак директно изведен из самих Лајијиних резанаца, морфологија скроба након кувања показује карактеристичне измене које се не уклапају са Лађанским резанцима, и неизвесно је да ли су зрна налик скробу из тих резанаца скроб јер показују неке карактеристике које нису скробне.
Историчари хране генерално процењују да паста потиче из медитеранских земаља: хомогена мешавина брашна и воде која се зове itrion како је описао грчки лекар Гален из 2. века, међу Палестинцима из 3. до 5. века као itrium како је описао Јерусалимски Талмуд и као itriyya (арапска реч сродна грчкој), облици налик на врпце направљени од гриза и осушени пре кувања како је дефинисао арамејски лекар и лексикограф из 9. века Ишо бар Али.

### Историјске варијације

#### Источна Азија
У Кини данас постоји преко 1200 типова резанаца који се свакодневно конзумирају.
Пшенични резанци у Јапану (удон) су прилагођени по кинеском рецепту још у 9. веку. Иновације су се наставиле, као што су резанци направљени од хељде (ненгмијен) развијени у династији Чосон у Кореји (1392–1897). Рамен резанци, засновани на јужним кинеским резанцима из Гуангџоа, али названи по северном кинеском ламјену, постали су уобичајени у Јапану до 1900. године.

#### Централна Азија
Резанце типова кесме или ериште јели су туркијски народи до 13. века.

#### Западна Азија
Аш рештех (резанци у густој супи са зачинским биљем) једно је од најпопуларнијих јела у неким блискоисточним земљама као што је Иран, које је донето преко Турко-Монгола.

#### Европа
У 1. веку пре нове ере, Хорације је писао о прженим листовима теста званим лагана. Међутим, њихов начин кувања не одговара тренутној дефиницији ни свеже ни суве тестенине.

##### Италија
Први конкретни подаци о производима од тестенине у Италији датирају из 13. или 14. века. Тестенина је попримила различите облике, често засноване на регионалним специјализацијама.

##### Немачка
У Немачкој, документи који датирају из 1725. помињу шпацле. Верује се да средњовековне илустрације стављају ову форму резанаца у још ранији датум.

#### Древни Израел и дијаспора
Латинизована реч itrium односила се на неку врсту куваног теста. Арапи су прилагодили резанце за дуга путовања у петом веку, што је први писани запис о сувој тестенини. Мухамед ел-Идриси је 1154. написао да је итрија произведена и извезена са норманске Сицилије. Итрију су познавали и персијски Јевреји током ране персијске владавине (када су говорили арамејски) и током исламске владавине. Реч је о малим резанцима за супу, грчког порекла, припремљеним увртањем комадића умешеног теста у облик који подсећа на италијански орзо.

##### Пољски Јевреји
Зациерки је врста резанаца која се налази у пољској јеврејској кухињи. Био је то део оброка које су нацисти делили јеврејским жртвама у гету у Лођу. (Од „већих гета”, Лођ је био највише погођен глађу, изгладњивањем и неухрањеношћу.) Дневник младе јеврејске девојке из Лођа приповеда о свађи коју је водила са својим оцем због кашичице зациерки узете из лођанских оскудних залиха породице од 200 грама недељно.